# Riboissa
Riboissa (en francès Ribouisse) és un municipi francès situat al departament de l'Aude i a la regió d'Occitània.